# Mikael Håfström
Mikael Håfström (ur. 1 lipca 1960 w Lund) – szwedzki reżyser i scenarzysta filmowy i telewizyjny. Pracuje często w USA i specjalizuje się w thrillerach.

## Życiorys
Studiował w Sztokholmie i w Nowym Jorku. Karierę rozpoczął najpierw jako krytyk filmowy, a następnie asystent reżysera i scenarzysta projektów telewizyjnych. Jego pełnometrażowym debiutem reżyserskim był film Vendetta (1995).
Międzynarodową rozpoznawalność zyskał dzięki filmowi Zło (2003), który zdobył nominację do Oscara dla najlepszego filmu nieanglojęzycznego. Po tym sukcesie Håfströmem zainteresowało się Hollywood. Dostał propozycję od braci Weinstein, ówczesnych szefów wytwórni Miramax, zekranizowania bestsellerowej powieści Jamesa Siegela pt. Wykolejony. Kolejne projekty również realizował w Ameryce.

## Filmografia
Reżyser
- 1989: Terrorns finger – telewizyjny
- 1992: De giriga – telewizyjny
- 1992: Botgörarna – telewizyjny
- 1995: Satans mördare – telewizyjny
- 1995: Vendetta
- 1996: Skuggornas hus – serial telewizyjny
- 1997: Chock – serial telewizyjny
- 2001: En dag i taget – serial telewizyjny
- 2001: Dni jak ten (Leva livet)
- 2003: Zło (Ondskan)
- 2004: Duch topielca (Strandvaskaren)
- 2005: Wykolejony (Derailed)
- 2007: 1408
- 2010: Szanghaj (Shanghai)
- 2011: Rytuał (The Rite)
- 2013: Plan ucieczki (Escape Plan)
- 2016-17: Bloodline – serial telewizyjny
- 2018: Moscow Noir – serial telewizyjny
- 2019: Seryjny morderca (Quick)
- 2021: W strefie wojny (Outside the Wire)
- 2023: Stockholm Bloodbath
- 2024: Slingshot[3]